# Summerville (Oregon)
Summerville – miasto w Stanach Zjednoczonych, w stanie Oregon, w hrabstwie Union.